# 北山用水
北山用水（きたやまようすい）は、静岡県富士宮市にある灌漑用水路。本門寺用水（ほんもんじようすい）とも呼ばれる。

## 概要
北山用水は天正10年（1582年）に掘削が開始された芝川を⽔源とする用水路であり、現在延長約10km、灌漑⾯積110haである。
北山本門寺を宛所とする天正10年（1582年）の井出正次判物によると、上意（徳川家康）の命によるものとあり、芝川を取水源として横手沢村を取水口としている。
また取水口および用水路の土地の諸役免除が認められ、水番は堀久保の百姓4軒が担うこととし、その百姓の諸役免除も認められた。
令和5年（2023年）11月に開催された国際かんがい排水委員会（ICID) 国際執行理事会において、北山用水はかんがい施設遺産に認定・登録された。

## 拡張

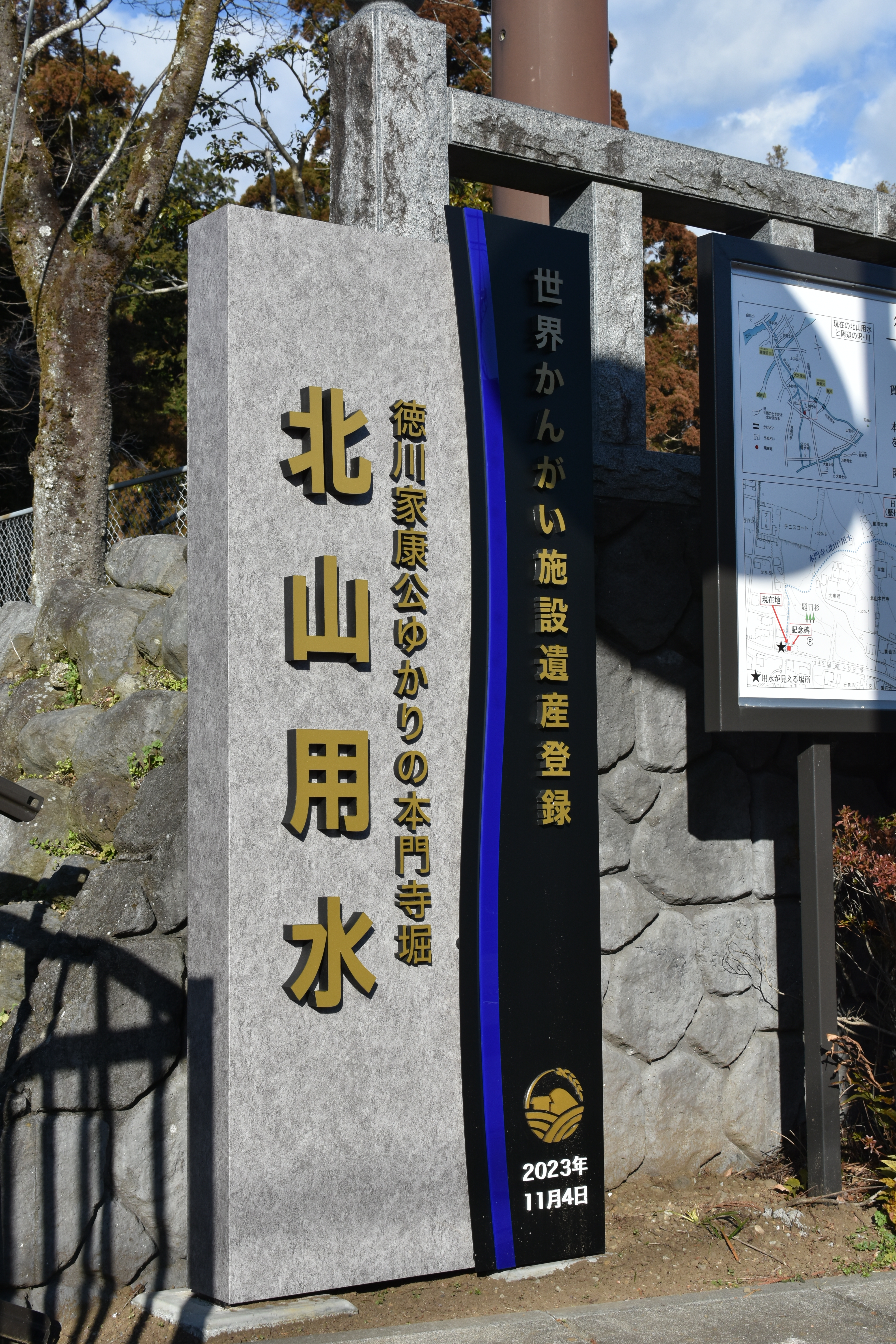
北山用水世界かんがい施設遺産登録の記念碑

北山用水は徐々に拡張され、やがて9ヵ村にまで至るようになった。北山用水を描いた「北山用水絵図」には、用水に設けられた掛樋・埋樋・粗朶堰が描かれている。
寛政10年（1798年）頃に万野原の新田開発が提起されたが、万野原は未だ水不足であり、実現が困難であった。そのため北山用水の拡張が必要となり、幕府へ提言が繰り返された。文化7年（1810年）には正式に決定がなされ、万野原への通水が叶うこととなった。
また北山用水から取水する水力発電所が、富士宮市内に4箇所存在している。